# سقوط (من الأفضل الاتصال بسول)
«سقوط» (بالإنجليزية: Fall)‏ هي الحلقة التاسعة للموسم الثالث من مسلسل إيه إم سي التلفزيوني الدرامي من الأفضل الاتصال بسول، المسلسل يُعتبر بادئة من مسلسل اختلال ضال. تم بث الحلقة في 12 يونيو 2017 على قناة إيه إم سي بالولايات المتحدة. خارج الولايات المتحدة، تم عرض الحلقة لأول مرة على خدمة البث نتفليكس في عدة بلدان.

## الاستقبال

### التقييمات
عند بثها، تلقت الحلقة 1.47 مليون مشاهد أمريكي، ونسبة 18-49 من 0.5.

## وصلات خارجية
- «سقوط» على إيه إم سي (بالإنجليزية)
- «سقوط» على قاعدة بيانات الأفلام على الإنترنت (بالإنجليزية)